# Meskhenet
Dans la mythologie égyptienne, Meskhenet (également appelée Meskhent ou Maskhonit) est la personnification des assises du monde. Elle est le fondement de tout édifice et le lit de briques de l'accouchement. Elle est assistée de Rénénoutet, déesse de l'allaitement des enfants.
Au royaume des morts, à chaque psychostasie ou « pesée des âmes », Meskhenet se tient à côté de la balance et témoigne du caractère du défunt et de la façon dont il a mené sa vie. Son discours influera sur le jugement final.
Elle préside aux accouchements, protégeait les enfants qui allaient naître et qui étaient juste nés et en fixait le destin dans sa vie. Le papyrus Berlin 3027 précise également qu’elle protégeait l’enfant des mauvais sorts.
En tant que déesse de la naissance elle établit le destin des nouveau-nés en particulier des futurs rois.
Serge Sauneron a traduit ainsi une légende d'une scène du temple d'Opet à Karnak qui fait référence à Meskhenet :
"Providence qui décide de l’existence, porteuse de richesses sans nombre, elle accroît le temps de vie de celui qui est à ton service ; elle compte les années abondantes pour celui que tu aimes, mais elle envoie son destin funeste à qui transgresse ta volonté".